# 超感8人组 (第1季)
科幻剧情网络电视剧集《超感8人组》的第1季由沃卓斯基姐妹和约瑟夫·迈克尔·斯特拉日恩斯基创作，关于八名来自世界各地的陌生人突然变得“通感”的故事，或者说他们产生了心理和情感上的联系。本季由沃卓斯基姐妹的Anarchos Productions和斯特拉日恩斯基的JMS工作室以及Javelin Productions和Georgeville Television为网飞制作。Unpronounceable Productions被设立以监督制作。
该剧负责演绎八名陌生人的多国群演包括艾繆·艾敏、裴斗娜、杰米·克莱顿、缇娜·德赛、杜蓬斯·米德尔顿、马克斯·瑞麦尔特、米格尔·安吉尔·斯尔文斯特尔和布莱恩·J·史密斯。費馬·阿吉曼、特伦斯·曼、阿努帕姆·卡爾、娜文·安德鲁斯和戴露·漢娜亦参与了演出。这一季是计划的5季中的第1季，作为八名通感者的起源故事。 本季剧本由沃卓斯基姐妹和斯特拉日恩斯基撰写，并且大多数集由沃卓斯基姐妹亲自执导，其它的分别由她们的频繁合作者——詹姆斯·麦克特格、汤姆·提克威尔和丹·格拉斯执导。 拍摄基本上完全是在世界各地的各个城市取外景，包括芝加哥、旧金山、伦敦、柏林、首爾、雷克雅維克、墨西哥城、奈洛比和孟买。

本季的全部12集于2015年6月5日在流媒体服务网站网飞上首发，赢得评论界的几乎一致好评。它因其中LGBT角色的演出和主题而著称，并赢得了GLAAD媒体奖杰出剧情类剧集奖。 它亦获得了外景制片人协会奖对其将外景用作故事中不可或缺的一部分的手法的认可，以及黃金時段艾美獎的杰出原创主题曲奖的提名。当年8月8日，网飞宣布续订第2季。

## 演员

### 八名通感者
- 艾繆·艾敏（第1季）/ 托比·盎乌迈尔（英语：Toby Onwumere）（圣诞特别集至今）[8] 饰 坎普斯·“云顿”·盎雅格（Capheus "Van Damme" Onyango），[9][10]肯尼亚内罗毕的私人巴士（英语：matatu）司机。他努力工作挣钱给自己患有艾滋病的母亲买药治病，正义感极强，性格乐天开朗，喜欢尚格·云顿的电影作品，于是也把自己的中间名和自己的巴士命名为“云顿”（Van Damn）。[11][12]
- 裴斗娜 饰 朴善（Sun Bak），韩国首尔的富商之女，在自己父亲和兄长的公司担任财务总监。她有经济学硕士学位，同时还是一位迅速成长的地下自由搏击明星，身为私生女从小得不到父爱，个性阴郁。[11][13]
- 杰米·克莱顿 饰 诺米·马克斯（Nomi Marks），与女友阿曼达住在美国旧金山的政治博客写手兼黑客活动家（英语：hacktivist）。她是一个跨性别者和女同性恋者。[11][14]他出生时名叫迈克尔，但她后来为了“找寻真我”改名为诺米。[15][16]
- 缇娜·德赛（英语：Tina Desai） 饰 卡拉·丹德卡尔（Kala Dandekar），印度孟买一名接受过大学教育的藥劑師，同时也是一名虔诚的印度教徒，天真单纯，还和一个自己并不爱的男人订下了婚约。[11][17]
- 杜蓬斯·米德尔顿（英语：Tuppence Middleton） 饰 莱利·布鲁（Riley Blue），住在伦敦的冰岛唱片騎師，本姓贡纳斯多蒂尔（Gunnarsdóttir），努力地想要摆脱一段糟糕的过去。[11][18]
- 马克斯·瑞麦尔特 饰 沃夫冈·波格丹诺夫（Wolfgang Bogdanow），柏林锁匠和技术型窃贼（英语：safe-cracker），有俄罗斯血统，与已过世的父亲有未竟的纠纷，并有参与有组织犯罪。[11][19]
- 米格尔·安吉尔·斯尔文斯特尔（英语：Miguel Ángel Silvestre） 饰 利托·罗德里格斯（Lito Rodriguez），来自西班牙巴斯克自治區男演员，因事业所迫而深柜，与其男友赫尔兰多住在墨西哥城。[11][20]
- 布莱恩·J·史密斯 饰 威尔·戈尔斯基（Will Gorski），芝加哥警察，常被童年目睹的一起未结的谋杀案而扰乱心绪。[11][21]谈到沃卓斯基姐妹给这个角色起这个与她们自己的姓相似的姓氏时，扮演者史密斯说：“威尔·戈尔斯基这个角色依自己的欲望而行事，而非被编排着这样做。这是威尔这个角色非常核心的特质。”[15]
  - 麦克斯维尔·詹金斯（英语：Maxwell Jenkins） 饰 幼年威尔·戈尔斯基。

### 其他常驻角色
- 費馬·阿吉曼 饰 阿曼尼塔·“尼茨”·卡普兰（Amanita "Neets" Caplan），诺米的女友，随后成为了新生通感者们的盟友。[22]
- 特伦斯·曼（英语：Terrence Mann） 饰 “低语者”，一名背叛了自己族群的通感者，运营着一个专门迫害通感者的组织。[23]
- 阿努帕姆·凯尔（英语：Anupam Kher） 饰 桑亚姆·丹德卡尔（Sanyam Dandekar），卡拉深爱的父亲，有一家自己掌勺的餐馆。[24]
- 纳文·安德鲁斯 饰 乔纳斯·马利基（Jonas Maliki），来自于一个早期八人组的通感者，试图帮助和保护新生的通感者。[23][25]
- 戴露·漢娜 饰 安吉利卡·“安琪儿”·图灵（Angelica "Angel" Turing），乔纳斯所在的八人组的一名通感者，她成为了新生通感者们的“母亲”并激活了他们之间的心理联系。[26]

### 循环角色
按首次出现地点排列。
- 内罗毕
  - 保罗·奥戈拉（Paul Ogola） 饰 杰拉（Jela）[27]
  - 彼得·金·姆瓦尼亚（Peter King Mwania） 饰 西拉斯·卡巴卡（Silas Kabaka）[28]
  - 兰达·贾瓦尔（Lwanda Jawar） 饰 吉苏（Githu）[27]
  - 奇奇·赛（Chichi Seii） 饰 狮罗（Shiro）[27]
  - 罗莎·卡塔努（Rosa Katanu） 饰 阿贡迪·卡巴卡（Amondi Kabaka）
- 首尔
  - 李基灿[29] 饰 朴仲基（Joong-Ki Bak），朴善之弟
  - 李璟榮（Lee Geung-young）[29] 饰 朴江大（Kang-Dae Bak），朴善之父
  - 金惠禾（Hye-Hwa Kim） 饰 米慈（Mi-Cha）[30]
  - 萨拉·孫（Sara Sohn） 饰 秀珍（Soo-Jin）[30]
  - 明桂南（Myung Gye-Nam）[29]
- 美国加利福尼亚州旧金山
  - 亚当·夏皮罗（Adam Shapiro） 饰 梅茨格博士（Dr. Metzger）[31]
  - 迈克尔·X.索姆斯（Michael X. Sommers） 饰 帕格（Bug）
  - 桑德拉·费西（Sandra Fish） 饰 珍妮特·马克斯（Janet Marks）
  - 麦克斯米伦·爱华特（Maximilienne Ewalt） 饰 格蕾丝（Grace）[32]
- 印度孟买
  - 帕鲁布·科里[33] 饰 拉贾·拉萨尔（Rajan Rasal）
  - 娜塔莎·拉斯托吉[33] 饰 普里亚·丹德卡（Priya Dandekar）
  - 达尔珊·贾里瓦拉[33] 饰 曼妮德拉·拉萨尔（Manendra Rasal）
  - 米塔·瓦西史特[33] 饰 萨哈娜·拉萨尔（Sahana Rasal）
  - 胡泽恩·麦瓦瓦拉（Huzane Mewawala） 饰 达雅·丹德卡尔（Daya Dandekar）
  - 阿凡提卡·阿凯尔喀尔（Avantika Akerkar） 饰 安提·伊那（Aunty Ina）
  - 史鲁提·巴普纳 饰 德威（Devi）[34]
  - 拉杰史·科拉 饰 一位婚礼策划人[35]
- 英国英格兰伦敦
  - 弗兰克·迪兰[36] 饰 夏格斯（Shugs）
  - 妮可·勒奇（Nicôle Lecky） 饰 斑比（Bambie）
  - 约瑟夫·马维尔 饰 尼克斯（Nyx）
- 冰島雷克雅維克
  - 克里斯蒂安·克里斯蒂安松 饰 贡纳尔（Gunnar）[37]
  - Lilja Þórisdóttir[37] 饰 伊尔萨（Yrsa）
  - Eyþór Gunnarsson 饰 斯温（Sven）[37]
  - 托尔·布里吉森（Thor Birgisson） 饰 Magnus Þórsson
- 德国柏林
  - 马克西米利安·毛夫 饰 菲利克斯·博纳尔（Felix Bernner）
    - 奇隆·艾利亚斯·克雷斯（Chiron Elias Krase） 饰 幼年菲利克斯

  - 西尔维斯特·格罗斯 饰 塞尔格·伯格达努（Sergei Bogdanow）
  - 克里斯蒂安·奥利弗 饰 斯丹乐·伯格达努（Steiner Bogdanow）[38]
  - 博尔哈德·苏日（德语：Bernhard Schütz） 饰 安东·伯格达努（Anton Bogdanow）
  - 吉罗格·特里玛（德语：Georg Tryphon） 饰 阿布拉汗（Abraham）
- 墨西哥墨西哥城
  - 阿尔冯德·赫瑞拉 饰 赫尔南多·弗恩蒂斯（Hernando Fuentes）
  - 艾乐迪拉·伊巴拉 饰 丹妮拉·弗拉兹戈兹（Daniela Velazquez）[39]
  - 鲁尔·门德兹（英语：Raúl Méndez） 饰 乔阿贵恩（Joaquin Flores）[39][40]
  - 阿里·布里科曼（Ari Brickman） 饰 利托电影的导演
- 美国伊利诺伊州芝加哥
  - Ness Bautista[31] 饰 Diego Morales
  - William Burke 饰 Deshawn
  - Larry Clarke 饰 a Police Captain
  - Margot Thorne 饰 Sara Patrell
  - Joe Pantoliano（英语：Joe Pantoliano） 饰 Michael Gorski[31]

## 分集列表
第一季
| 總集數 | 集數 （季） | 標題                                                                        | 導演            | 編劇                                       | 上線日期     |
| ------ | ----------- | --------------------------------------------------------------------------- | --------------- | ------------------------------------------ | ------------ |
| 1      | 1           | 边缘共振 Limbic Resonance                                                   | 沃卓斯基姐妹    | 沃卓斯基姐妹、约瑟夫·迈克尔·斯特拉日恩斯基 | 2015年6月5日 |
| 2      | 2           | 我亦我们 I Am Also a We                                                     | 沃卓斯基姐妹    | 沃卓斯基姐妹、约瑟夫·迈克尔·斯特拉日恩斯基 | 2015年6月5日 |
| 3      | 3           | 看好那个瘦娘们 Smart Money Is on the Skinny Bitch                           | 沃卓斯基姐妹    | 沃卓斯基姐妹、约瑟夫·迈克尔·斯特拉日恩斯基 | 2015年6月5日 |
| 4      | 4           | 怎么回事？ What's Going On?                                                 | 汤姆·提克威尔   | 沃卓斯基姐妹、约瑟夫·迈克尔·斯特拉日恩斯基 | 2015年6月5日 |
| 5      | 5           | 艺如信仰 Art Is Like Religion                                               | 詹姆斯·麦克特格 | 沃卓斯基姐妹、约瑟夫·迈克尔·斯特拉日恩斯基 | 2015年6月5日 |
| 6      | 6           | 群魔 Demons                                                                 | 沃卓斯基姐妹    | 沃卓斯基姐妹、约瑟夫·迈克尔·斯特拉日恩斯基 | 2015年6月5日 |
| 7      | 7           | 南希·德鲁会如何？ W. W. N. Double D?                                        | 詹姆斯·麦克特格 | 沃卓斯基姐妹、约瑟夫·迈克尔·斯特拉日恩斯基 | 2015年6月5日 |
| 8      | 8           | 我们将以内心的勇气被评判 We Will All Be Judged by the Courage of Our Hearts | 丹·格拉斯       | 沃卓斯基姐妹、约瑟夫·迈克尔·斯特拉日恩斯基 | 2015年6月5日 |
| 9      | 9           | 死神不敲门 Death Doesn't Let You Say Goodbye                                | 沃卓斯基姐妹    | 沃卓斯基姐妹、约瑟夫·迈克尔·斯特拉日恩斯基 | 2015年6月5日 |
| 10     | 10          | 何以为人？ What Is Human?                                                   | 沃卓斯基姐妹    | 沃卓斯基姐妹、约瑟夫·迈克尔·斯特拉日恩斯基 | 2015年6月5日 |
| 11     | 11          | 回頭是岸 Just Turn the Wheel and the Future Changes                         | 汤姆·提克威尔   | 沃卓斯基姐妹、约瑟夫·迈克尔·斯特拉日恩斯基 | 2015年6月5日 |
| 12     | 12          | 我不能离开她 I Can't Leave Her                                              | 沃卓斯基姐妹    | 沃卓斯基姐妹、约瑟夫·迈克尔·斯特拉日恩斯基 | 2015年6月5日 |

## 反响

### 评论与流行
《超感8人组》第1季的评论界反馈总体正面。评论收集网站爛番茄给出了67%的新鲜度和基于43次评分给出的6.11/10平均分。 评论的共识是：“部分剧情接近不合逻辑的边缘，但是多样立体的角色和不同故事线间的有趣交集仍然使这部剧集引人注目。”在Metacritic上，基于23个评论的加权平均分为63/100，是“一般性的正面评价”。
在网飞的一份报告中，70%至少看到了第3集的观众看完了整个第1季，斯特拉日恩斯基被告知有人“反复看完了三四次，甚至六次”。在网飞的另一份报告中，《超感8人组》被列为人们更愿意一次性看完而非断续看完的那类剧集之一。网飞的首席内容官泰德·萨兰多斯盛赞了《超感8人组》在其新兴的法国和德国市场乃至全球的成功。掌管国际剧集业务的网飞副总裁埃里克·巴尔麦克称《超感8人组》是网飞在巴西市场最成功的剧集之一。第1季首映不到三天，《综艺》杂志就报道它已经被盗版超过五十万次，绕过了剧集的数字分发系统。

### 获奖与提名
| 年   | 奖项                           | 分类                    | 对象                                                                | 结果 | 备注          |
| ---- | ------------------------------ | ----------------------- | ------------------------------------------------------------------- | ---- | ------------- |
| 2015 | Camerimage電影攝影藝術國際影展 | 第一印象–电视试播集竞争 | 沃卓斯基姐妹（导演），约翰·托尔，丹尼·罗尔曼，弗兰克·格瑞比（制作） | 提名 | [ 52 ] [ 53 ] |
| 2016 | 多利安奖                       | 年度LGBTQ电视剧集       | 《超感8人组》                                                       | 提名 | [ 54 ] [ 55 ] |
| 2016 | 多利安奖                       | 年度戏剧性电视剧集      | 《超感8人组》                                                       | 提名 | [ 54 ] [ 55 ] |
| 2016 | GLAAD媒体奖                    | 杰出剧情类剧集          | 《超感8人组》                                                       | 獲獎 | [ 56 ] [ 57 ] |
| 2016 | 好莱坞职业联盟奖               | 杰出调色–电视           | 托尼·达斯丁（Tony Dustin）                                          | 提名 | [ 58 ] [ 59 ] |
| 2016 | 外景制片人协会奖               | 杰出当代电视剧集外景    | 马可·加卡隆（Marco Giacalone）和比尔·鲍林（Bill Bowling）           | 獲獎 | [ 60 ]        |
| 2016 | 土星奖                         | 最佳新电视剧集          | 《超感8人组》                                                       | 提名 | [ 61 ] [ 62 ] |
| 2016 | 艾美奖                         | 杰出主题曲奖            | 约翰尼·克里麦克（Johnny Klimek）和汤姆·提克威尔                     | 提名 | [ 63 ] [ 64 ] |